# Premieobligation
Premieobligation är en typ av statsobligation, där räntan samlas i en pott och lottas ut bland obligationsinnehavarna. I Sverige gav Riksgälden ut premieobligationer mellan 1918 och 2016. Utländska motsvarigheter finns eller har funnits i bland annat Storbritannien och Nya Zeeland.
Premieobligationerna i Sverige såldes både av Riksgälden och via Riksgäldens återförsäljare, bland annat affärsbankerna. Det fanns även en andrahandsmarknad på Stockholmsbörsens räntemarknad. Priset för en obligation varierade, men under 2010-talet var valören (nominellt belopp) för en obligation 5 000 kr. Normalt gav ett innehav av ett visst antal obligationer, vanligen 10 stycken i nummerföljd, en så kallad garantivinst. Det innebar att man dels fick en garanterad ränta och dels deltog i utlottningen av resten av räntan.
I december 2016 beslutade Riksgälden att tillfälligt stoppa utgivningen av premieobligationer på grund av att det låga ränteläget hade gjort obligationen olönsam. Knappt två år senare, i september 2018, meddelade Riksgälden att man inte kommer återuppta utgivningen av nya premieobligationer. De sista kvarvarande premieobligationerna var 2014 års andra lån som förföll i december 2021 och hade sin sista dragning den 16 augusti 2021.